# تارا لين فوكس
تارا لين فوكس (13 يونيو 1990-)، ممثلة إباحية أمريكية سابقة ولدت في سان فرانسيسكو في كاليفورنيا في الولايات المتحدة.

## روابط خارجية
- تارا لين فوكس على موقع IMDb (الإنجليزية)
- تارا لين فوكس على موقع قاعدة بيانات الفيلم (الإنجليزية)